# ماريو بيانكي (مخرج)
ماريو بيانكي (بالإيطالية: Mario Bianchi)‏ هو كاتب سيناريو ومخرج إيطالي، ولد في 7 يناير 1939 في روما في إيطاليا.

## وصلات خارجية
- ماريو بيانكي على موقع IMDb (الإنجليزية)
- ماريو بيانكي على موقع أول موفي (الإنجليزية)
- ماريو بيانكي على موقع قاعدة بيانات الأفلام السويدية (السويدية)
- ماريو بيانكي على موقع قاعدة بيانات الفيلم (الإنجليزية)
- ماريو بيانكي على موقع كينوبويسك (الروسية)